# クラスノヤルスク地下鉄
クラスノヤルスク地下鉄（ロシア語:Красноярский метрополитен）はロシア連邦のクラスノヤルスクにおいて建設中の地下鉄である。1995年から建設工事が始まるものの、ソビエト連邦の崩壊以降続く経済的な混乱もあり建設は大きく遅れている。建設当初の3年間は資金不足により500mしかトンネル工事が進まないほどであった。当初の2005年開業予定から2014年開業予定に変更されるも、結局果たされなかった。2010年には政府からの基金が打ち切られて工事完了時期も不明確となった。2015年初頭にシベリア連邦管区大統領全権代表のヴィクトル・トロコンスキー氏により建設費用の問題から2020年まで工事を中止すると共に地上設備の建設に焦点を置くように指令が出された。少なくとも2026年以降に完成予定とされている。